# Reichskanzler (Weimarer Republik)

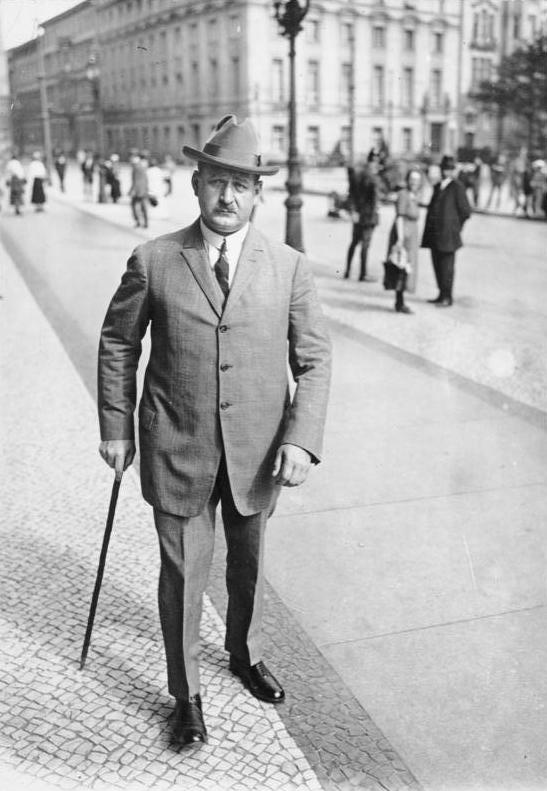
Gustav Bauer von der SPD war der erste Politiker, der nach Annahme der Weimarer Reichsverfassung 1919 Regierungschef war und wieder den Titel Reichskanzler führte.

Reichskanzler war die Bezeichnung für den Regierungschef in der Weimarer Republik. Die Bezeichnung „Reichskanzler“ hatte es bereits zuvor im Kaiserreich für den einzigen verantwortlichen Minister gegeben. Die Weimarer Verfassung vom 11. August 1919 nahm die Bezeichnung wieder auf; auch der Regierungschef des nationalsozialistischen Regimes (seit 1933) nannte sich Reichskanzler. In der Weimarer Republik war der Regierungschef Mitglied einer Kollegialregierung, der Reichsregierung. Allerdings hatte der Reichskanzler besondere Rechte, die ihn vor den Reichsministern heraushoben.
Laut Weimarer Verfassung bestimmte der Reichskanzler die „Richtlinien der Politik“. Wie auch in anderen politischen Systemen war der Regierungschef der Weimarer Zeit in vielfältige institutionelle und politische Zwänge eingebunden. Der Reichskanzler musste die Wünsche seiner eigenen Partei berücksichtigen sowie die seiner Koalitionspartner. Eventuell war die Regierung eine Minderheitsregierung, die die Unterstützung weiterer Parteien im Parlament benötigte, dem Reichstag.
Schließlich gab es außerhalb der Reichsregierung das Staatsoberhaupt, den Reichspräsidenten. Der Reichspräsident hatte wichtige Sonderrechte auf dem Gebiet des Militärs und der Außenpolitik und war überhaupt derjenige, der die Regierung ernannte und entließ. Als später das Grundgesetz für die Bundesrepublik Deutschland entstand, wollte man ausdrücklich ein weniger mächtiges Staatsoberhaupt. Das führte in der Bundesrepublik zur Stärkung der Position des Bundeskanzlers.

## Entstehung des Amtes
In der deutschen Verfassungsgeschichte war es zunächst nicht üblich, dass die Verfassung einen der Minister als Chef der Minister vorsah. Ähnlich war es in ausländischen Verfassungen des 19. Jahrhunderts. In der Praxis leitete aber tatsächlich einer der Minister die Sitzungen des Ministerrats und vertrat diesen auch sonst nach außen. Noch der preußische Ministerpräsident Otto von Bismarck musste jedoch um eine Sonderstellung kämpfen, dass zum Beispiel der Ministerpräsident bestimmte, welcher Minister außer ihm dem König vortragen durfte. Ein Ministerpräsident war damals übrigens einer der Fachminister, der zusätzlich die Leitung übernahm.
Bei den Verfassungsberatungen im konstituierenden Reichstag (1867) wollten die Liberalen eine kollegiale Regierung, doch Bismarck setzte sich damit durch, dass die Exekutive nur aus einer Person bestand, dem Bundeskanzler. Dieser erhielt 1871 den verfassungsgemäßen Titel Reichskanzler. Das Stellvertretungsgesetz von 1878 wertete die Staatssekretäre auf: Seitdem durften auch diese die Handlungen des Monarchen gegenzeichnen. Die Staatssekretäre, also die Leiter der obersten Bundes- bzw. Reichsbehörden, blieben aber dem Reichskanzler untergeordnete Beamte.
Nach der Novemberrevolution 1918 gab es zunächst keine verfassungsmäßige Ordnung mehr. Die Macht übte der Rat der Volksbeauftragten aus. Die 1919 gewählte Nationalversammlung setzte zwei Verfassungsordnungen ein. Die vorläufige vom 10. Februar 1919, das Gesetz über die vorläufige Reichsgewalt, sprach nur von den „Reichsministern“, die der Reichspräsident ernannte. Das war eine wichtige Vorentscheidung für eine kollegiale Regierung. Der Regierungschef erhielt die Amtsbezeichnung „Reichsministerpräsident“, wie bereits der Leiter der Provisorischen Zentralgewalt 1848/1849.

## Aufgaben und Amtsführung

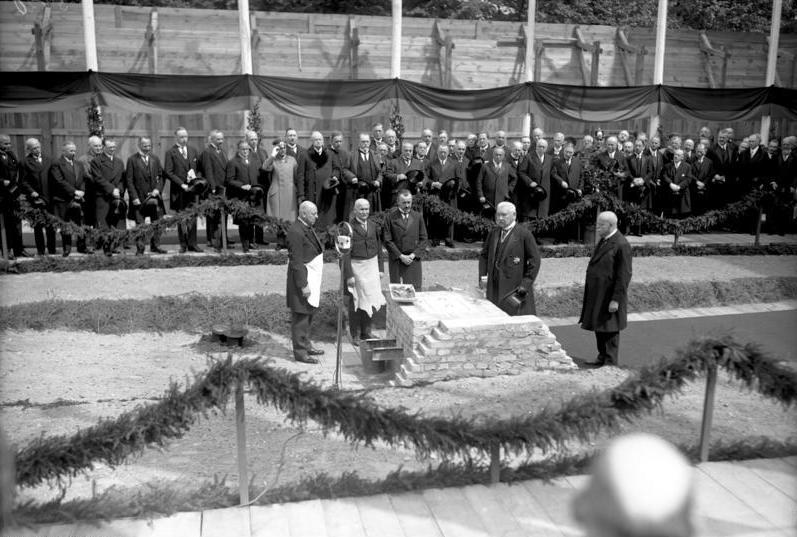
Bei der Grundsteinlegung eines Anbaus der Reichskanzlei, 1928. Die Handlung nimmt Reichspräsident Paul von Hindenburg vor (Mitte, mit Zylinder in der Hand). Hinter ihm steht Reichskanzler Wilhelm Marx. Zählt man alle Amtszeiten Marx’ zusammen, war er der längstdienende Reichskanzler der Weimarer Zeit.

Die Weimarer Reichsverfassung schließlich führte die Zweiteilung der Exekutive fort: Reichspräsident und Reichsregierung. Letztere erhielt nun aber neben den Reichsministern einen Reichskanzler (Art. 52 WRV), der die Richtlinien der Politik bestimmte (Art. 56 WRV). Er allein hatte diese Richtlinien gegenüber dem Reichstag und dem Reichspräsidenten zu verantworten. Er beurteilte, ob die Geschäftsführung der einzelnen Reichsministerien den Richtlinien entsprach. Die Beschlüsse der Regierung bedurften allerdings einer Stimmenmehrheit (Art. 58 WRV); so konnte der Reichskanzler ebenso wie ein Ressortminister überstimmt werden. Innerhalb der Regierung hatte der Reichskanzler den Vorsitz, die Geschäfte hatte er nach Maßgabe einer Geschäftsordnung zu leiten.
Es war in der Weimarer Verfassung nicht vorgesehen, aber auch nicht ausgeschlossen, dass ein Reichskanzler zugleich ein Ressort leitete. Außerhalb der Verfassung war durch die Geschäftsordnung (3. Mai 1924) geregelt, dass der Reichskanzler einen Stellvertreter ernannte. Wie schon im Kaiserreich gab es dafür die inoffizielle Bezeichnung Vizekanzler.
Nach der Weimarer Verfassung vertrat der Reichskanzler den Reichspräsidenten bei Amtsunfähigkeit oder vorzeitiger Beendigung des Amtes. Im letzteren Fall sollte ein Reichsgesetz das weitere Vorgehen regeln. Im Jahr 1925 bestimmte ein solches Reichsgesetz, dass der Präsident des Reichsgerichts diese Aufgabe übernahm, bis ein neuer Reichspräsident gewählt sein würde. Am 9. Dezember 1932 (403 gegen 126 Stimmen) stimmte der Reichstag für eine Verfassungsänderung: Mit Gesetz vom 17. Dezember wurde allgemein der Präsident des Reichsgerichts zum Vertreter des Reichspräsidenten.
Die Richtliniengewalt des Reichskanzlers war in der Praxis eingeschränkt durch seine eigene Partei sowie die übrigen Parteien in der Regierungskoalition. Entsprechend waren die Weimarer Reichskanzler Persönlichkeiten, deren Stärke in der Vermittlung und weniger in der politischen Initiative lag. Verfassungsrechtlich kam hinzu, dass der Reichspräsident einige Sonderrechte hatte. Zwar bedurften die Handlungen des Reichspräsidenten der Gegenzeichnung durch den Reichskanzler bzw. den oder die betroffenen Reichsminister. Allerdings musste der Reichspräsident stets über die Vorhaben in der Außenpolitik und in der Wehrpolitik informiert werden. Der Oberbefehl über die Reichswehr war substanziell Sache des Reichspräsidenten, auch wenn er den Oberbefehl nicht ohne Gegenzeichnung des Reichswehrministers ausüben konnte.
Nicht nur Reichsaußenminister und Reichswehrminister befanden sich in einer besonderen Situation, die im konkreten Streitfall ihre Position gegenüber dem Reichskanzler und dem Kabinett stärken konnte: Seit 1930 bestimmte die Reichshaushaltsordnung ein Vetorecht für den Reichsfinanzminister.

## Ernennung und Entlassung

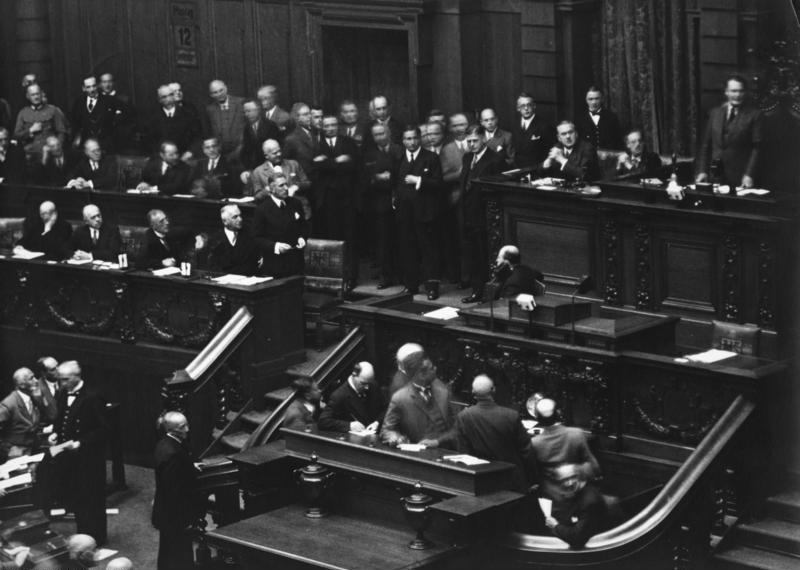
Reichstagssitzung am 12. September 1932. Oben rechts steht der nationalsozialistische Reichstagspräsident Hermann Göring, links an der Regierungsbank steht Reichskanzler Franz von Papen. Der Reichstag fordert die Entlassung der Regierung. Doch Papen ignoriert dies und legt stattdessen eine Anordnung des Reichspräsidenten vor, dass der Reichstag aufzulösen sei.

Laut Verfassung ernannte und entließ der Reichspräsident den Reichskanzler und die Reichsminister; die Reichsminister ernannte der Reichspräsident auf Vorschlag des Reichskanzlers (Art. 53 WRV). Die Regierungsmitglieder bedurften aber des Vertrauens des Reichstags (Art. 54 WRV). Aus diesen Bestimmungen ist die Frage erwachsen, wer tatsächlich für die Regierungsbildung zuständig gewesen ist.
Stillschweigend, so Staatsrechtler Ernst Rudolf Huber, war die Verfassung davon ausgegangen, dass der Reichspräsident vorab mit den Parteiführern im Reichstag spricht. Aufgrund dieser Gespräche würde der Reichspräsident einen Eindruck davon erhalten, welcher Reichskanzler im Reichstag eine dauerhafte Mehrheit finden würde. Der Reichspräsident sollte dem Sinn der Weimarer Verfassung nach also die Initiative haben. Allerdings oblag die Aufgabe, die eigentliche Reichsregierung zusammenzustellen, dem Reichskanzler. Der Reichspräsident konnte niemanden zum Reichsminister ernennen, den der Reichskanzler nicht vorgeschlagen hatte.
Der Reichstag konnte die Entlassung jedes einzelnen Regierungsmitglieds fordern, also auch die des Reichskanzlers. Außerdem war es dem Reichstag möglich, den Reichskanzler sowie die Reichsminister und den Reichspräsidenten vor dem Staatsgerichtshof für das Deutsche Reich anzuklagen (Art. 54 und 59 WRV).

## Amtsträger
| Nr. | Name (Lebensdaten)                    | Amtsantritt       | Ende der Amtszeit | Partei                              | Kabinett | Anmerkungen | Bild |
| --- | ------------------------------------- | ----------------- | ----------------- | ----------------------------------- | -------- | --- | ---- |
| 1   | Friedrich Ebert (1871–1925)           | 10. November 1918 | 11. Februar 1919  | SPD                                 | –        | Kein verfassungsmäßiger Reichskanzler, aber Mitglied im Rat der Volksbeauftragten; zum Reichspräsidenten gewählt |      |
| 2   | Philipp Scheidemann (1865–1939)       | 13. Februar 1919  | 20. Juni 1919     | SPD                                 | I.       | Mit dem Titel Reichsministerpräsident; Rücktritt wegen Uneinigkeit über den Versailler Vertrag |      |
| 3   | Gustav Bauer (1870–1944)              | 21. Juni 1919     | 26. März 1920     | SPD                                 | I.       | Bis 14. August 1919 mit dem Titel Reichsministerpräsident |      |
| 4   | Hermann Müller (1876–1931)            | 27. März 1920     | 21. Juni 1920     | SPD                                 | I.       | Zentrumspartei übernahm Mehrheit nach Unterzeichnung des Versailler Vertrages durch Müller |      |
| 5   | Constantin Fehrenbach (1852–1926)     | 25. Juni 1920     | 4. Mai 1921       | Zentrum                             | I.       | Uneinigkeit der Parteien im Streit um die Annahme des Londoner Ultimatums für Reparationszahlungen |      |
| 6   | Joseph Wirth (1879–1956)              | 10. Mai 1921      | 22. Oktober 1921  | Zentrum                             | I.       | Neue Regierungsbildung als Protest gegen die Zwangsabtrennung Oberschlesiens an Polen |      |
| 6   | Joseph Wirth (1879–1956)              | 26. Oktober 1921  | 14. November 1922 | Zentrum                             | II.      | Ermordung Walther Rathenaus durch Rechte und Scheitern einer Koalition der demokratischen Kräfte dagegen |      |
| 7   | Wilhelm Cuno (1876–1933)              | 22. November 1922 | 12. August 1923   | parteilos (konservativ)             | I.       | Der Streikaufruf Cunos gegen die Reparationszahlungen trieb Deutschland in den Ruin, Streikwelle gegen Cuno, die SPD stellte ein Misstrauensvotum.                                                                            |      |
| 8   | Gustav Stresemann (1878–1929)         | 13. August 1923   | 3. Oktober 1923   | DVP                                 | I.       | Ende des ersten Stresemann-Kabinetts nach Umsturzversuchen deutscher Kommunisten, die von Sachsen und Thüringen aus operierten: „Deutscher Oktober“                                                                           |      |
| 8   | Gustav Stresemann (1878–1929)         | 6. Oktober 1923   | 23. November 1923 | DVP                                 | II.      | Umsturzversuche rechter Kräfte im Hitlerputsch (9. November 1923) und Kabinettskrise danach |      |
| 9   | Wilhelm Marx (1863–1946)              | 30. November 1923 | 26. Mai 1924      | Zentrum                             | I.       | Ende Kabinett Marx I |      |
| 9   | Wilhelm Marx (1863–1946)              | 3. Juni 1924      | 15. Januar 1925   | Zentrum                             | II.      | Ende Kabinett Marx II |      |
| 10  | Hans Luther (1879–1962)               | 15. Januar 1925   | 5. Dezember 1925  | parteilos (nationalliberal)         | I.       | Auseinanderbrechen der Koalition nach Anerkennung der im Versailler Vertrag festgelegten Westgrenze im Locarno-Pakt |      |
| 10  | Hans Luther (1879–1962)               | 20. Januar 1926   | 12. Mai 1926      | parteilos (nationalliberal)         | II.      | Rücktritt des zweiten Kabinetts Luther nach einem Misstrauensvotum des Reichstags wegen der Einführung einer modifizierten kaiserlichen Flagge                                                                                |      |
| –   | Otto Geßler kommissarisch (1875–1955) | 12. Mai 1926      | 17. Mai 1926      | DDP                                 | –        | Vorwurf der Nähe zu rechtsgerichteten Kreisen und Großindustrie, Aufdeckung eines frühen geheimen Aufrüstprogramms gegen den Versailler Vertrag in der Lohmann-Affäre                                                         |      |
| (9) | Wilhelm Marx (1863–1946)              | 17. Mai 1926      | 17. Dezember 1926 | Zentrum                             | III.     | Ende Kabinett Marx III |      |
| (9) | Wilhelm Marx (1863–1946)              | 19. Januar 1927   | 12. Juni 1928     | Zentrum                             | IV.      | Ende Kabinett Marx IV |      |
| (4) | Hermann Müller (1876–1931)            | 28. Juni 1928     | 27. März 1930     | SPD                                 | II.      | Scheitern der Koalition an Reformwünschen der arbeitgeberfreundlichen DVP zur 1927 eingeführten Arbeitslosenversicherung. Weigerung der SPD, auf eine viertelprozentige Erhöhung der Beiträge zur Versicherung zu verzichten. |      |
| 11  | Heinrich Brüning (1885–1970)          | 30. März 1930     | 7. Oktober 1931   | Zentrum                             | I.       | Bekämpfung der Wirtschaftskrise durch Deflationspolitik (Politik des Sparens) |      |
| 11  | Heinrich Brüning (1885–1970)          | 9. Oktober 1931   | 30. Mai 1932      | Zentrum                             | II.      | Verschlimmerung der wirtschaftlichen und innenpolitischen Situation trotz Hoover-Moratorium und erfolgreichen Verhandlungen bei der Konferenz von Lausanne                                                                    |      |
| 12  | Franz von Papen (1879–1969)           | 1. Juni 1932      | 17. November 1932 | Zentrum (ab 3. Juni 1932 parteilos) | I.       | „Kabinett der Barone“. Durchführung des Preußenschlags (Absetzung der SPD-geführten Regierung in Preußen). Versuchter Staatsstreich scheiterte am Widerstand der Reichswehr unter Schleicher.                                 |      |
| 13  | Kurt von Schleicher (1882–1934)       | 3. Dezember 1932  | 28. Januar 1933   | parteilos                           | I.       | Schleicher versuchte als „sozialer General“ eine Annäherung an die gemäßigten Kräfte (Soziales Bündnis) und die Spaltung der NSDAP. Das Vorhaben misslang, Unterstützer wandten sich ab.                                      |      |

Das nachfolgende Kabinett Hitler war faktisch die Auflösung der Weimarer Republik, auch wenn de jure hiermit die Koalition von NSDAP, DNVP und Stahlhelm durch Reichspräsident Paul von Hindenburg am 30. Januar 1933 zu einer Regierung der Weimarer Republik ernannt wurde.

## Bewertung

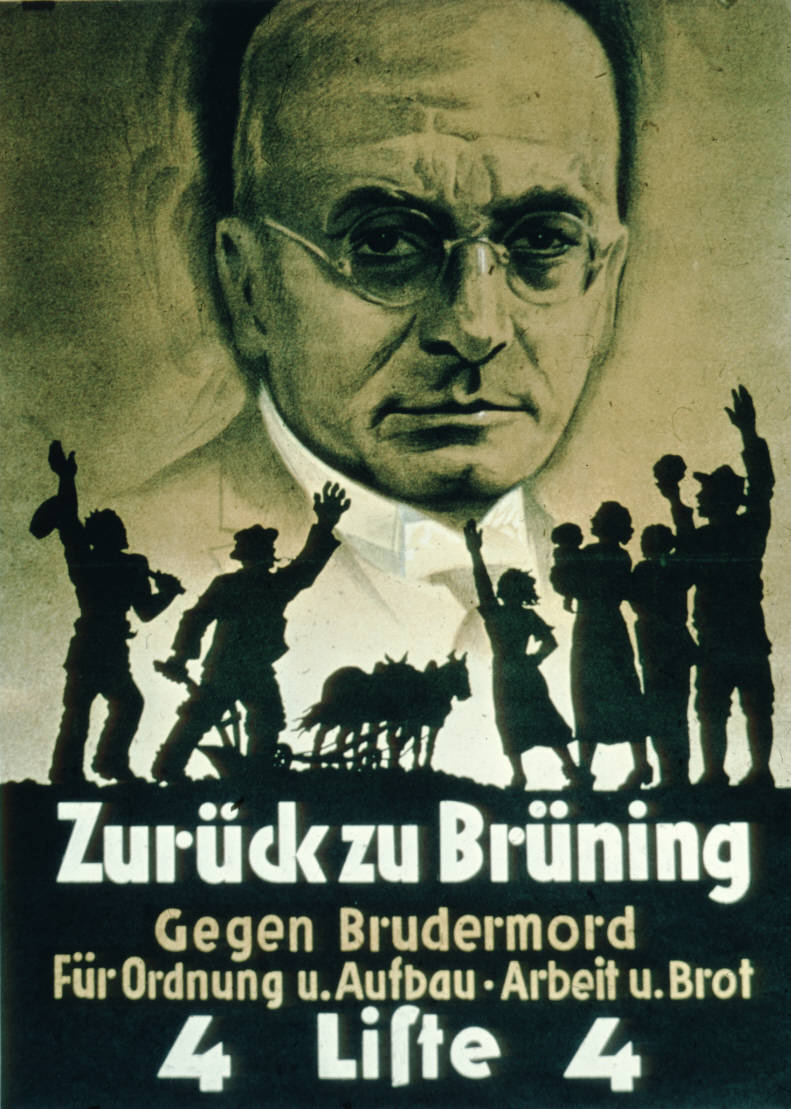
Wahlplakat für die Deutsche Zentrumspartei in der Endphase der Republik. Heinrich Brüning war der letzte Reichskanzler, dessen Kabinett eine gewisse parlamentarische Basis hatte. Er musste 1934 aus Deutschland flüchten und lebte dann vor allem in den USA. Er war der letzte noch lebende Reichskanzler und wurde 1970 in Münster begraben.

Anders als das Amt des Reichspräsidenten ist das Amt des Reichskanzlers im Nachhinein wenig umstritten. Der Bundeskanzler wurde 1949 im Vergleich zum Reichskanzler stark aufgewertet: Nur der Deutsche Bundestag ist an der Wahl des Bundeskanzlers beteiligt, und er ist der einzige, gegen den sich ein Misstrauensvotum richten kann. Das Misstrauensvotum ist nur gültig, wenn der Bundestag gleichzeitig einen neuen Bundeskanzler wählt. Die Mitbeteiligung des Bundespräsidenten an Regierungsakten wurde wesentlich beschränkt.
Im Jahr 2003 wurde in Berlin die Ausstellung „Die Reichskanzler der Weimarer Republik – Zwölf Lebensläufe in Bildern“ eröffnet. Bernd Braun von der Reichspräsident-Friedrich-Ebert-Gedenkstätte hielt dabei eine Rede, in der er die zwölf Amtsträger würdigte. Braun zufolge seien fast alle Reichskanzler außer Stresemann heute kaum bekannt, weil sie erstens jeweils nur kurz (im Durchschnitt 426 Tage) regierten, weil sie zweitens für den Untergang der Weimarer Republik mitverantwortlich gemacht wurden, und weil es drittens nur wenige Fotos über sie gibt. Die Reichskanzler seien noch keine „Medienkanzler“ mit Gespür für public relations gewesen und daher nicht „im visuellen Gedächtnis der Nation“ verankert.

„Gewiß waren nicht alle Weimarer Kanzler Demokraten in unserem heutigen Selbstverständnis, einige träumten von der Wiederherstellung der Monarchie oder planten Einschränkungen der Parteiendemokratie zugunsten eines autoritärer gestalteten Staatsaufbaus. Mit Sicherheit wurden auch politische Fehler gemacht, aber elf der zwölf Weimarer Kanzler waren entschiedene Gegner Hitlers, und dies sollte das entscheidende Kriterium ihrer historischen Beurteilung sein. Kein Weimarer Kanzler konnte darauf hoffen, sich im Buch der Geschichte mit einem Ruhmesblatt zu verewigen. Sie haben in schwierigster Zeit die Verantwortung übernommen, statt sich wie so viele zeitgenössische Politiker, Intellektuelle, Künstler, Männer der Wirtschaft und der Wissenschaft auf das ach so bequeme Feld der Kritik zurückzuziehen.“